# Championnats d'Océanie de VTT 2015
Navigation
Édition précédente Édition suivante
Les Championnats d'Océanie de VTT 2015 ont lieu les 26 et 27 mars 2015, à Toowoomba en Australie.

## Résultats

### Cross-country
| Épreuves       | Or                       | Argent               | Bronze               |
| -------------- | ------------------------ | -------------------- | -------------------- |
| Hommes élites  | Daniel McConnell (AUS)   | Anton Cooper (NZL)   | Cameron Ivory (AUS)  |
| Hommes espoirs | Scott Bowden (AUS)       | Ben Bradley (AUS)    | Chris Hamilton (AUS) |
| Hommes juniors | Liam Jeffries (AUS)      | Michael Potter (AUS) | Bryan Dunkin (AUS)   |
| Femmes élites  | Rebecca Henderson (AUS)  | Kate Fluker (NZL)    | Karen Hanlen (NZL)   |
| Femmes espoirs | Amber Johnston (NZL)     | Emily Parkes (AUS)   | Mary Gray (NZL)      |
| Femmes juniors | Jessica Manchester (NZL) | Shannon Hope (NZL)   | Megan Williams (NZL) |

### Cross-country eliminator
| Épreuves | Or                       | Argent             | Bronze            |
| -------- | ------------------------ | ------------------ | ----------------- |
| Hommes   | Paul van der Ploeg (AUS) | Anton Cooper (NZL) | Paul Wright (NZL) |

### Descente
| Épreuves | Or                  | Argent             | Bronze               |
| -------- | ------------------- | ------------------ | -------------------- |
| Hommes   | Connor Fearon (AUS) | Jared Graves (AUS) | Chris Kovarik (AUS)  |
| Femmes   | Alanna Columb (NZL) | Sophie Tyas (NZL)  | Michelle Crisp (AUS) |

## Tableau des médailles
| Rang  | Nation           | Or | Argent | Bronze | Total |
| ----- | ---------------- | -- | ------ | ------ | ----- |
| 1     | Australie        | 6  | 4      | 5      | 15    |
| 2     | Nouvelle-Zélande | 3  | 5      | 4      | 12    |
| Total | Total            | 9  | 9      | 9      | 27    |